# Michael Köpfli

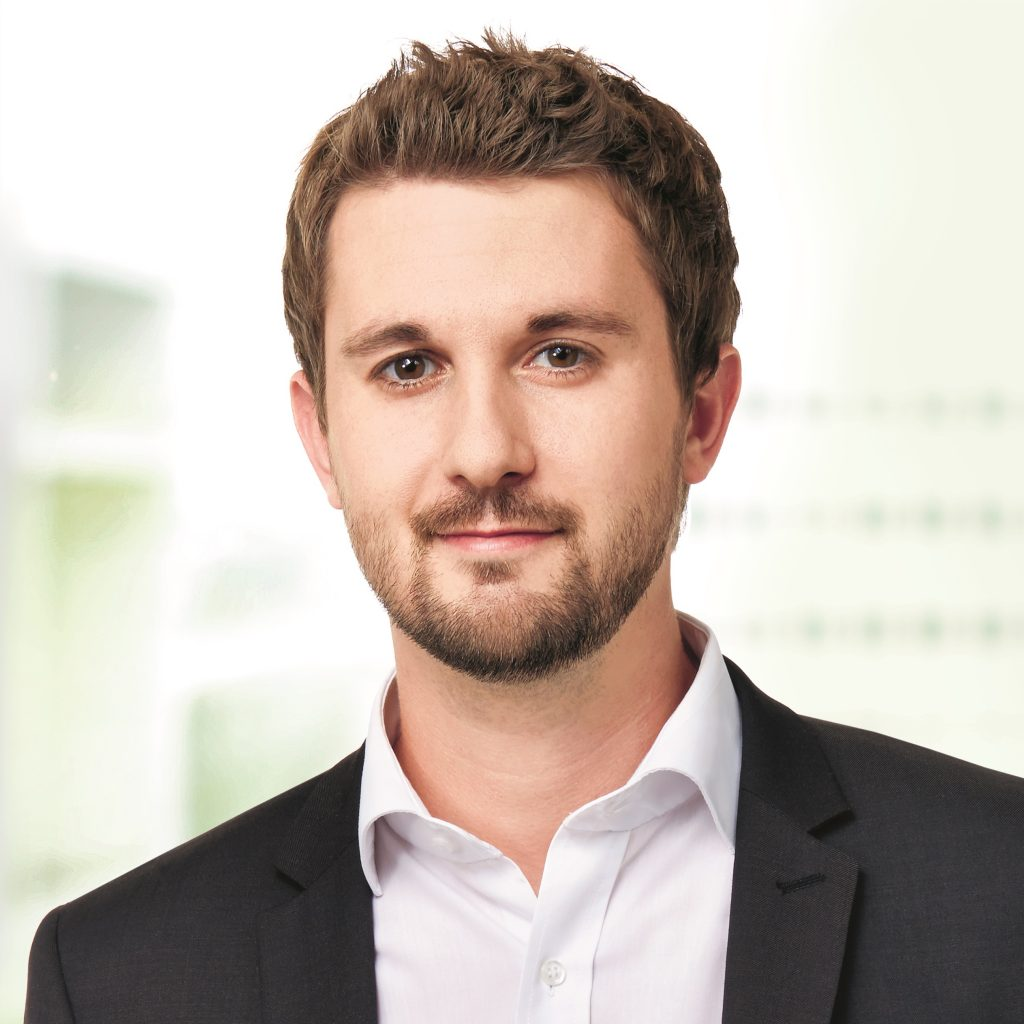
Michael Köpfli (2017)

Michael Köpfli (* 4. März 1983) ist ein Schweizer Politiker (GLP). Er ist seit dem 1. Januar 2015 Mitglied des Grossen Rats des Kantons Bern und dort Mitglied der Finanzkommission.

## Werdegang
Köpfli ist Ökonom, hat zwei Söhne und arbeitet als Kommunikationsplaner.
Als Jugendlicher betrieb er Leistungssport und war unter anderem 2002 Junioren-Schweizermeister im Halbmarathon.
2008 war er Gründungsmitglied der GLP Kanton Bern. Gemeinsam mit Kathrin Bertschy war er Gründungs-Co-Präsident der GLP Stadt Bern.
Von 2009 bis 2014 war er Co-Präsident der Grünliberalen Kanton Bern sowie Mitglied im Berner Stadtrat (Stadtparlament) und dort Fraktionspräsident. Er setzte sich u. a. für die Einführung von Betreuungsgutscheinen für die familienexterne Kinderbetreuung (Kita) in der Stadt Bern ein.
Im Kantonsparlament engagierte er sich bisher vor allem in der Wirtschafts- und Wettbewerbspolitik. So war er Mitverfasser der Motion 113-2015 gegen die staatlich geschützten Mindesttarife für Notare (überwiesen am 16. November 2015) und Verfasser der Motion 186-2016 zur Abschaffung des Veranstaltungsverbots an hohen Festtagen im Kanton Bern (überwiesen am 20. März 2017).
Vom 1. April 2016 bis am 31. August 2021 war er Generalsekretär der GLP Schweiz.
Am 19. Juni 2017 nominierte ihn die Partei zum Kandidaten für die Regierungsratswahlen (kantonale Exekutive). Im Wahlkampf versprach er eine «Wettbewerbsoffensive gegen Monopole, Filz und Kartelle». Bei der Wahl kam er auf Platz 9 von 16 Kandidierenden, was nicht für den Einzug in den 7-köpfigen Regierungsrat reichte. In den Grossen Rat wurde er gleichentags wiedergewählt.